# Chisso Corporation
La Chisso Corporation, des de 2012 reorganitzat com JNC (Japan New Chisso), és una empresa química japonesa. És un important proveïdor de cristall líquid utilitzat per a les LCD, però és més conegut pel seu paper en la contaminació del subministrament d'aigua a Minamata, Japó, que va causar milers de morts i víctimes a causa de la malaltia.
Entre 1932 i 1968, la fàbrica química de Chisso de Minamata va alliberar grans quantitats d'aigües residuals industrials que estaven contaminades amb metilmercuri altament tòxic. Aquesta aigua va enverinar la vida marina local, que després va ser consumida per la població. Com a resultat d'aquesta contaminació, 2.265 persones de l'àrea van ser intoxicades amb el que ara es coneix com la malaltia de Minamata. 1.784 d'aquestes víctimes van morir a conseqüència de la intoxicació i / o la malaltia. Parts dels efectes causats van ser deformitats osteomusculars i pèrdua de la capacitat de realitzar funcions motores com ara caminar. Molts d'ells també van perdre visió, així com l'audició i la capacitat de parlar. Els casos més severs podien presentar demència, paràlisi, coma i després la mort en qüestió de setmanes de l'inici dels símptomes.
A març de 2001, més de 10.000 persones havien rebut remuneració econòmica de Chisso com a compensació pels danys causats per l'alliberament de productes químics. L'any 2004, Chisso Corporation havia pagat $86 milions en compensacions i, al mateix any, es va ordenar que la companyia netegés la contaminació. No obstant això, l'incident continua sent controvertit, no només per la mateixa intoxicació, sinó també per les tàctiques que l'empresa va utilitzar per suprimir les conseqüències negatives causades.